# آنژیوتانسین
آنژیوتانسین (به انگلیسی: Angiotensin) یک هورمون پپتیدی است که موجب انقباض عروق و افزایش فشار خون می‌گردد. این پروتئین جزئی از سیستم رنین-آنژیوتانسین است که فشار خون را تنظیم می‌کند. آنژیوتانسین همچنین رهاسازی آلدوسترون را از قشر غدد فوق کلیوی(آدرنال) تحریک می‌کند که موجب افزایش بازجذب سدیم از کلیه میشود.
آنژیوتانسین یک هورمون اُلیگوپپتیدی و یک مادهٔ تشنگی‌زا است. این مولکول از یک پیش‌ساز به نام آنژیوتانسینوژن حاصل می‌شود که نوعی گلوبولین سرمی است و در کبد ساخته می‌شود. آنژیوتانسین در اواخر دههٔ ۱۹۳۰ میلادی جداسازی شود و در آغاز آنرا «آنژیونین» یا «هایپرتانسین» نامیدند و سپس گروه‌های مختلفی از پژوهشگران در کلینیک کلیولند و شرکت مواد شیمیایی «سیپا»
آنرا در آزمایشگاه ساختند.

## پیش‌ساز و انواع

### آنژیوتانسینوژن
آنژیوتانسینوژن یک آلفا ۲ گلوبولین است که در کبد ساخته می‌شود که پیش‌ساز آنژیوتانسین بوده و علاوه بر آن، نقش‌های گوناگون دیگری نیز در بدن ایفا می‌کند. آنژیوتانسینوژن سوبسترای رنین هم هست و توسط آن به آنژیوتانسین ۱ مبدل می‌شود که این نیز به نوبهٔ خود، طی مراحلی به آنژیوتانسین ۲ تبدیل می‌شود. طول آنژیوتانسینوژن ۴۸۵ اسید آمینه است که در اثر عملکرد آنزیم رنین، ۱۰ اسید آمینه از انتهای آمینی آن جدا می‌شود. لازم به یادآوری است که ۱۲ اسید آمینهٔ اول آن، برای فعالیتش از بقیه مهمتر هستند.
Asp-Arg-Val-Tyr-Ile-His-Pro-Phe-His-Leu-Val-Ile
سطح پلاسمایی آنژیوتانسینوژن توسط کورتیکواستروئیدها، استروژن، هورمون‌های غده تیروئید و آنژیوتانسین ۲ بالا می‌رود.

### آنژیوتانسین ۱
Asp-Arg-Val-Tyr-Ile-His-Pro-Phe-His-Leu | Val-Ile
این مولکول که پروآنژیوتانسین هم نامیده می‌شود، در اثر عملکرد آنزیم رنین بر روی آنژیوتانسینوژن ایجاد می‌شود. آنزیم رنین، پیوند پپتیدی میان لوسین (Leu) و والین (Val) را می‌شکند و مولکول آنژیوتانسین ۱ را با ۱۰ اسید آمینه تشکیل می‌دهد. آنزیم رنین در کلیه‌ها و در پاسخ به فعالیت سمپاتیکی کلیه، کاهش فشار خون داخل کلیوی (فشار سیستولی کمتر از ۹۰ میلی‌متر جیوه) در سلول‌های جنب‌گلومرولی یا کاهش انتقال یون‌های سدیم و کلر به ماکولا دنسا تولید می‌شود.

سیستم رنین-آنژیوتانسین

### آنژیوتانسین ۲
Asp-Arg-Val-Tyr-Ile-His-Pro-Phe
آنژیوتانسین ۱ تحت تأثیر آنزیم مبدل آنژیوتانسین (ACE) و با برداشتن دو ریشه از انتهای کربوکسیل آن، به آنژیوتانسین ۲ مبدل می‌شود. جایگاه اصلی آنزیم ACE در ریه‌هاست، اما در لایه داخلی رگ‌های خونی، سلول‌های پوششی کلیه‌ها و همچنین مغز هم یافت می‌شود. آنژیوتانسین ۲ بر روی دستگاه عصبی مرکزی اثر کرده و تولید وازوپرسین را افزایش می‌دهد. این مولکول همچنین روی ماهیچه‌های صاف دیوارهٔ رگ‌ها اثر نموده و موجب تنگی آنها می‌شود. آنژیوتانسین ۲، ترشح آلدوسترون را هم زیاد می‌کند. در نتیجه می‌توان گفت آنژیوتانسین ۲ نوعی هورمون درون‌ریز، برون‌ریز و درون‌سلولی است.
آنزیم ACE یکی از اهداف داروهای بازدارندهٔ آنزیم مبدل آنژیوتانسین است که تولید آنژیوتانسین ۲ را کاهش می‌دهند و بدین ترتیب، موجب پائین آمدنِ فشار خون می‌شوند.
آنژیوتانسین ۲ موجب افزایش قدرت و سرعت ضربان قلب، رهاسازی کاتکول‌آمین (نوراپی‌نفرین)، حساس‌شدن به کاتکول‌آمین‌ها، افزایش سطح آلدوسترون و وازوپرسین، بازتنیدگی قلبی و انقباض عروق (توسط گیرنده‌های AT1 موجود در عروق محیطی) می گردد. گیرنده‌های AT1 بالعکس، بازتنیدگی قلبی را مختل می‌کنند. به همین دلیل است که داروهای بازدارندهٔ آنزیم مبدل آنژیوتانسین و داروهای مسدودکننده گیرنده آنژیوتانسین ۲ جلوی بازتنیدگی قلبی را که ثانویه به عملکرد آنژیوتانسین ۲ است، می‌گیرند و در درمان نارسایی قلبی سودمند هستند.
آنژیوتاسینⅡ یک پیپد تنگ کننده رگ هاست که با تنگ کردن رگ ها باعث افزایش فشارخون می‌شود.

### آنژیوتانسین ۳
Asp | Arg-Val-Tyr-Ile-His-Pro-Phe
آنژیوتانسین ۳، ۴۰٪ از قدرت انقباض‌دهندهٔ عروقی آنژیوتانسین ۲، و ۱۰۰٪ از توانِ تحریک‌کنندگی آنرا برای تولید آلدوسترون داراست. آنژیوتانسین ۳ فشار متوسط شریانی را بالا می‌برد. این مولکول یک پپتید است که در اثر برداشتن تنها یک اسید آمینه از آنژیوتانسین ۲ توسط آنزیم «آمینوپپتیداز آ» ساخته می‌شود.

### آنژیوتانسین ۴
Arg | Val-Tyr-Ile-His-Pro-Phe
یک مولکول ۶ پپتیدی است که همچون آنژیوتانسین ۳، توان عملکردی کمتری نسبت به دیگر اعضا این خانواده دارد و دارای فعالیت‌های گوناگونی در دستگاه عصبی مرکزی است. هنوز ماهیت دقیق گیرنده‌های آنژیوتانسین ۴ (AT4) مشخص نشده، اما فرض بر آن است که این گیرنده‌ها یک لوسیل/سیستینیل آمینو پپتیداز باشند. همچنین شواهدی در دست است که آنژیوتانسین ۴ از طریق گیرندهٔ c-Met با سامانهٔ فاکتور رشد هپاتوسیت در ارتباط است.
پژوهشگران مولکول‌های کوچک همسان آنژیوتانسین ۴ را با توانایی عبور از سد خونی مغزی ساخته‌اند.
جایگاه AT4 در مغز، ممکن است در ایجاد حافظه و به‌یادآوری آن، و همچنین تنظیم جریان خون مؤثر باشد.

## برای مطالعهٔ بیشتر
- de Gasparo M, Catt KJ, Inagami T, Wright JW, Unger T (September 2000). "International union of pharmacology. XXIII. The angiotensin II receptors". Pharmacological Reviews. 52 (3): 415–72. PMID 10977869.
- Brenner & Rector's The Kidney, 7th ed., Saunders, 2004.
- Mosby's Medical Dictionary, 3rd Ed., CV Mosby Company, 1990.
- Review of Medical Physiology, 20th Ed., William F. Ganong, McGraw-Hill, 2001.
- Clinical Physiology of Acid-Base and Electrolyte Disorders, 5th ed., Burton David Rose & Theodore W. Post McGraw-Hill, 2001
- Lees KR, MacFadyen RJ, Doig JK, Reid JL (August 1993). "Role of angiotensin in the extravascular system". Journal of Human Hypertension. 7 Suppl 2: S7-12. PMID 8230088.
- Weir MR, Dzau VJ (December 1999). "The renin-angiotensin-aldosterone system: a specific target for hypertension management". American Journal of Hypertension. 12 (12 Pt 3): 205S–213S. doi:10.1016/S0895-7061(99)00103-X. PMID 10619573.
- Berry C, Touyz R, Dominiczak AF, Webb RC, Johns DG (December 2001). "Angiotensin receptors: signaling, vascular pathophysiology, and interactions with ceramide". American Journal of Physiology. Heart and Circulatory Physiology. 281 (6): H2337-65. doi:10.1152/ajpheart.2001.281.6.H2337. PMID 11709400.
- Sernia C (January 2001). "A critical appraisal of the intrinsic pancreatic angiotensin-generating system". Journal of the Pancreas. 2 (1): 50–5. PMID 11862023.
- Varagic J, Frohlich ED (November 2002). "Local cardiac renin-angiotensin system: hypertension and cardiac failure". Journal of Molecular and Cellular Cardiology. 34 (11): 1435–42. doi:10.1006/jmcc.2002.2075. PMID 12431442.
- Wolf G (2006). "Role of reactive oxygen species in angiotensin II-mediated renal growth, differentiation, and apoptosis". Antioxidants & Redox Signaling. 7 (9–10): 1337–45. doi:10.1089/ars.2005.7.1337. PMID 16115039.
- Cazaubon S, Deshayes F, Couraud PO, Nahmias C (April 2006). "[Endothelin-1, angiotensin II and cancer]". Médecine/Sciences. 22 (4): 416–22. doi:10.1051/medsci/2006224416. PMID 16597412.
- Ariza AC, Bobadilla NA, Halhali A (2007). "[Endothelin 1 and angiotensin II in preeeclampsia]". Revista de Investigacion Clinica; Organo del Hospital de Enfermedades de la Nutricion. 59 (1): 48–56. PMID 17569300.